# Burma i olympiska sommarspelen 1960
Burma, formellt Myanmar, deltog i de olympiska sommarspelen 1960.